# North Dundas
North Dundas es un municipio canadiense situado en la provincia de Ontario.

## Superficie
North Dundas tiene una superficie de 502,41 km².

## Demografía
En 2021, tenía 11 304 habitantes, una densidad poblacional de 22,5 hab./km², y 4673 viviendas.